# El papa o la mama
El papa o la mama o Pare o mare (originalment en francès, Papa ou maman) és una pel·lícula de comèdia francesa del 2015 dirigida per Martin Bourboulon. La pel·lícula va guanyar 3,85 milions de dòlars el cap de setmana d'estrena a França. S'ha doblat al català central per a TV3 amb el títol d'El papa o la mama, i al valencià per a À Punt amb el nom de Pare o mare.
Se'n va fer una seqüela un any després, i va ser objecte tant d'una nova versió italiana (Mamma o papà?) com d'una alemanya el 2017, així com d'una castellana el 2021 (Mamá o papá).

## Repartiment
- Marina Foïs com a Florence Leroy
- Laurent Lafitte com a Vincent Leroy
- Alexandre Desrousseaux com a Mathias Leroy
- Anna Lemarchand com a Emma Leroy
- Achille Potier com a Julien Leroy
- Judith El Zein com a Virginie
- Michaël Abiteboul com a Paul
- Vanessa Guide com a Marion
- Michel Vuillermoz com a Coutine
- Anne Le Ny com al jutge
- Yves Verhoeven com a Henri
- Sloan-Perry Ambassa com a l'amfitriona
- Yannick Choirat com a Xavier